# Cho Young-wuk
Cho Young-wuk (* 1. Januar 1962 in Südkorea) ist ein südkoreanischer Filmkomponist.
Sein koreanischer Name 조영욱 wird neben den beiden bekannten Umschriften Revidierte Romanisierung und McCune-Reischauer auch mittels Ad-Hoc-Umschrift als Cho Young-wuk, Cho Young Wuk, Cho Young-wook, Cho Young Wook, Jo Young-wook, Jo Young-wook oder Jo Yeong-wook transkribiert.

## Leben
Cho Young-wuk interessierte sich seit seiner Kindheit für westliche Musik, insbesondere für Rockmusik, sammelte Platten, lernte Gitarre spielen und war an diversen Musikgruppen beteiligt. Er absolvierte ein Musikstudium. Er ist seit langem mit dem Regisseur Park Chan-wook befreundet, schon bevor sich beide professionell mit dem Film beschäftigten.
Nach dem Studium arbeitet er zunächst in einer Plattenfirma, hielt aber immer Kontakt zur Filmbranche, insbesondere zu Park Chan-wook, der 1992 mit dem Gangsterfilm „The Moon Is... the Sun's Dream“ seine Filmkarriere startete. Einer der ersten Filme, für die Cho die Musik komponierte, war The Quiet Family (1998), der Erstlingsfilm des südkoreanischen Regisseurs Kim Jee-woon, der mit mehreren internationalen Preisen ausgezeichnet wurde. Seit 2006 arbeitete er immer wieder mit Park Chan-wook zusammen. 2021 hat er in Cliff walkers zum ersten Mal mit dem chinesischen Regisseur Zhang Yimou zusammengearbeitet und wurde für seine Filmmusik für den Asian Film Award nominiert. 
Cho Young-wuk ist in seiner Karriere mit 12 Filmpreisen ausgezeichnet und für 23 weitere nominiert worden. Für die Filmmusik der John-le-Carré-Verfilmung Die Libelle (2018) durch Park Chan-wook erhielt er eine BAFTA-Nominierung.

## Diskografie (Auswahl)
- 2003: Oldboy, Label: EMI Korea
- 2006: I’m a Cyborg, But That’s OK, Fargo Music
- 2009: Thirst, Fargo Music
- 2014: New World Music From The Motion Picture, Powder Blue Music
- 2016: The Handmaiden, CJ E&M
- 2017: A Taxi Driver Soundtrack, ISM Music
- 2018: Sympathy for Lady Vengeance, Pleasantville Records
- 2020: The Little Drummer Girl, 2 Disks, Silva Screen Records
- 2022: Decision to Leave, Regie – Park Chan-wook
- 2024: The Sympathizer, Regie – Park Chan-wook, Marc Munden, Fernando Meirelles